# Acacia urophylla
Acacia urophylla är en ärtväxtart som beskrevs av George Bentham. Acacia urophylla ingår i släktet akacior, och familjen ärtväxter. Inga underarter finns listade i Catalogue of Life.